# Prawybory prezydenckie Partii Demokratycznej w 2016 roku
Prawybory prezydenckie Partii Demokratycznej w 2016 roku – seria prawyborów, która wyłoniła delegatów na konwencję Partii Demokratycznej, aby uczestniczyli w wyborze kandydata Partii Demokratycznej w wyborach prezydenckich w Stanach Zjednoczonych. Wybierani delegaci byli przypisani do konkretnego kandydata, którego popierali. Pierwsze głosowanie miało miejsce w stanie Iowa 1 lutego 2016 roku, a ostatnie miało miejsce w Dystrykcie Kolumbii 14 czerwca 2016 roku. Potem przez kolejne miesiące głosowali wyborcy w kolejnych stanach i terytoriach zależnych. Urzędujący prezydent, Barack Obama, który uzyskał nominację Partii Demokratycznej w 2012 roku nie mógł ubiegać się o kolejną nominację z powodu ograniczenia kadencyjności wprowadzonego w 22. poprawce do Konstytucji Stanów Zjednoczonych. Głównymi kandydatami, między którymi dzielone były głosy delegatów, byli Hillary Clinton i Bernie Sanders. W wyniku prawyborów najwięcej delegatów pozyskała Hillary Clinton. 26 lipca 2016 roku w czasie oficjalnej konwencji Partii Demokratycznej w Filadelfii oficjalną nominację demokratów na kandydata w wyborach prezydenckich w Stanów Zjednoczonych w 2016 roku uzyskała Hillary Clinton, stając się pierwszą w historii Stanów Zjednoczonych kobietą kandydującą na najwyższe stanowisko państwowe z ramienia jednej z głównych partii politycznych.

## Tło
Pierwsze spekulacje odnośnie potencjalnych kandydatów pojawiły się w mediach niedługo po wyborach w 2012 roku i reelekcji demokratycznego prezydenta Baracka Obamy. Już wtedy dużym poparciem cieszyła się potencjalna kandydatura Hillary Clinton, ówczesnej sekretarz stanu Stanów Zjednoczonych. Clinton była senatorem w latach 2001-2009 i pierwszą damą w latach 1993-2001. Kandydowała w prawyborach prezydenckich demokratów w 2008 roku i zajęła drugie miejsce, przegrywając z późniejszym zwycięzcą wyborów prezydenckich, Barackiem Obamą. Sondaże Washington Post i ABC News pokazały, że miała nie tylko duże poparcie wśród samych demokratów, ale także wśród wszystkich amerykańskich obywateli.
Gdy socjaldemokratyczne skrzydło partii domagało się bardziej progresywnego kandydata, senator Elizabeth Warren szybko stała się popularną potencjalną kandydatką w tym środowisku. Pomimo że sama wielokrotnie zaprzeczała jakoby była zainteresowana startem w wyborach, na dużą skalę rozpoczęła się kampania o nazwie Run Warren Run, mająca na celu pokazać jak dużym poparciem cieszy się Warren wśród Amerykanów. Ostatecznie jednak senatorka nie zgłosiła swojej kandydatury, a większość organizatorów jej kampanii poparło Berniego Sandersa, jednocześnie proponując kandydaturę Warren na stanowisko wiceprezydenta. Sama potencjalna kandydatka publicznie nie poparła nikogo w tych wyborach.
W historii USA bardzo często kiedy urzędujący prezydent nie ubiega się o kolejną kadencję, w kolejnych wyborach kandyduje urzędujący wiceprezydent. Zgodnie z tą tendencją pojawiły się liczne spekulacje, że kandydatem demokratów zostanie wiceprezydent USA Joe Biden. Zwłaszcza, że ubiegał się już wcześniej o nominację w wyborach w 1988 i w 2008 roku oraz publicznie przyznawał, że nie wyklucza startu w kolejnych prawyborach. 21 października 2015 roku w Moda Center oficjalnie oświadczył, że jednak nie zamierza ubiegać się o nominację w 2016 roku.
Na początku 2014 roku pojawiły się spekulacje odnośnie kandydatury niezależnego senatora Berniego Sandersa. Nieformalnie została ona potwierdzona w marcu 2014 roku, a oficjalnie 26 maja 2015 roku. W latach 1981 – 1989 Sanders był burmistrzem Burlington w stanie Vermont., a w latach 1991 – 2007 był członkiem Izby Reprezentantów. Od 2007 roku pełnił urząd senatora. W czasie prawyborów w 2016 roku uważany był za największego rywala Hillary Clinton, mającego silne wsparcie oddolnej kampanii i w mediach społecznościowych. Specyficzne w jego kandydaturze było to, że jako jeden z nielicznych amerykańskich polityków otwarcie mówił o sobie, że jest socjalistą, co do tej pory było uważane w USA za bardzo niepopularne.
W listopadzie 2014 roku Jim Webb, były senator USA, który służył jako sekretarz marynarki wojennej w czasie prezydentury Ronalda Reagana, ogłosił utworzenie komisji rozpoznawczej w ramach przygotowań do potencjalnej nominacji Partii Demokratycznej. Tym samym stał się pierwszym kandydatem, który podjął poważne działanie w celu uzyskania nominacji Partii Demokratycznej w wyborach prezydenckich w 2016 roku.
Martin O'Malley, były gubernator Maryland i były burmistrz Baltimore, oficjalnie rozpoczął kampanię w styczniu 2015 roku. Był jedną z trzech osób, które znalazły się na listach kandydatów we wszystkich stanach. Zrezygnował po prawyborach w stanie Iowa i zachęcił swoich dotychczasowych zwolenników, by poparli Berniego Sandersa.
W sierpniu 2015 roku Lawrence Lessig wyraził chęć startu w prawyborach, stawiając jako warunek zebranie miliona dolarów przez swój komitet rozpoznawczy do Dnia Pracy. Kiedy się udało, oficjalnie ogłosił początek kampanii wyborczej. Lessing opisał swoją kandydaturę jako referendum dotyczące ustawy The Citizen Equality Act, czyli o równości obywateli. Sztandarowym punktem tej ustawy była reforma ordynacji wyborczej i finansowania kampanii. Wycofał się przed prawyborami, tłumacząc to złą organizacją kampanii wyborczej. Nie poparł publicznie żadnego kandydata, krytykując ich sposób finansowania kampanii wyborczych.

## Kandydaci
Poniżej wymieniono tylko kandydatów, którzy zostali zarejestrowani na listach wyborczych w całym kraju i nie wycofali się z prawyborów przed Iowa caucus.

### Hillary Clinton (zwycięski kandydat)
Zwycięska kandydatka Demokratów. W czasie konwencji została nominowana na kandydatkę na prezydenta z ramienia Partii Demokratycznej w wyborach w 2016 roku.
| Kandydat        | Kandydat | Ostatnie piastowane stanowisko                     | Stan      | Logo kampanii | Głosy powszechne   | Głosy delegatów | Wygrane stany i terytoria |
| --------------- | -------- | -------------------------------------------------- | --------- | ------------- | ------------------ | --------------- | --- |
| Hillary Clinton |          | 67. Sekretarz stanu Stanów Zjednoczonych (2009–13) | Nowy Jork |               | 16,847,084 (55,2%) | 2842            | 34 AL, AR, AS, AZ, CA, CT, DC, DE, FL, GA, GU, IA, IL, KY, LA, MA, MD, MO, MP, MS, NC, NJ, NM, NV, NY, OH, PA, PR, SC, SD, TN, TX, VA, VI |

### Bernie Sanders
Nie wycofał się z wyborów aż do samej konwencji krajowej.
| Kandydat       | Kandydat | Ostatnie piastowane stanowisko     | Stan    | Logo kampanii | Głosy powszechne   | Głosy delegatów | Wygrane okręgi                                                                                |
| -------------- | -------- | ---------------------------------- | ------- | ------------- | ------------------ | --------------- | --------------------------------------------------------------------------------------------- |
| Bernie Sanders |          | Senator ze stanu Vermont (od 2007) | Vermont |               | 13,168,222 (43.1%) | 1865            | 23 AK, CO, DA, HI, ID, IN, KS, ME, MI, MN, MT, NE, NH, ND, OK, OR, RI, UT, VT, WA, WI, WV, WY |

## Poparcie superdelegatów
Superdelegaci są przedstawicielami i członkami Demokratycznego Komitetu Krajowego, którzy głosowali w trakcie Krajowego Komitetu Demokratów na preferowanego kandydata niezależnie od wyniku prawyborów. Stanowili oni około 1/6 wszystkich delegatów. Poniższa tabela obrazuje poparcie superdelegatów na 10 marca 2016 roku.
| Popierany Kandydat | Ważni przywódcy partyjni | Gubernatorowie | Senatorowie | Członkowie Izby Reprezentantów | Członkowie Krajowego Komitetu | Razem |
| ------------------ | ------------------------ | -------------- | ----------- | ------------------------------ | ----------------------------- | ----- |
| Hillary Clinton    | 10                       | 16             | 39          | 166                            | 242                           | 473   |
| Bernie Sanders     | 1                        | 0              | 1           | 7                              | 23                            | 32    |
| Martin O'Malley    | 0                        | 0              | 0           | 0                              | 1                             | 1     |
| Niezdecydowani     | 9                        | 5              | 6           | 20                             | 169                           | 209   |
| Razem              | 20                       | 21             | 46          | 193                            | 435                           | 715   |

## Wyniki wyborów
Hillary Clinton
     Bernie Sanders
     Prawybory nie zostały przeprowadzone
     Hillary Clinton
     Bernie Sanders
     Remis
     Hillary Clinton
     Bernie Sanders
     Remis
     Hillary Clinton
     Bernie Sanders
     Remis
     Hillary Clinton
     Bernie Sanders
     Prawybory nie zostały przeprowadzone
| Kandydat                           | Głosy powszechne | Głosy powszechne | Pozyskani delegaci | Pozyskani delegaci | Głosy delegatów | Głosy delegatów | Wygrane stany i terytoria | Stany i terytoria, w których kandydował |
| Kandydat                           | Liczba           | %                | Liczba             | %                  | Liczba          | %               | Wygrane stany i terytoria | Stany i terytoria, w których kandydował |
| ---------------------------------- | ---------------- | ---------------- | ------------------ | ------------------ | --------------- | --------------- | --- | --- |
| Hillary Clinton                    | 16 917 853       | 55,59            | 2205               | 54,43              | 2842            | 60,38           | 34 AL, AR, AS, AZ, CA, CT, DC, DE, FL, GA, GU, IA, IL, KY, LA, MA, MD, MO, MP, MS, NC, NJ, NM, NV, NY, OH, PA, PR, SC, SD, TN, TX, VA, VI | 56 AK, AL, AR, AZ, CA, CO, CT, DA, DC, DE, FL, GA, GU, HI, IA, ID, IL, IN, KS, KY, LA, MA, MD, ME, MI, MN, MO, MP, MS, MT, NC, ND, NE, NH, NJ, NM, NV, NY, OH, OK, OR, PA, PR, RI, SC, SD, TN, TX, UT, VA, VI, VT, WA, WI, WV, WY |
| Bernie Sanders                     | 13 210 550       | 43,41            | 1846               | 45,57              | 1865            | 39,63           | 23 AK, CO, DA, HI, ID, IN, KS, ME, MI, MN, MT, NE, NH, ND, OK, OR, RI, UT, VT, WA, WI, WV, WY                                             | 56 AK, AL, AR, AZ, CA, CO, CT, DA, DC, DE, FL, GA, GU, HI, IA, ID, IL, IN, KS, KY, LA, MA, MD, ME, MI, MN, MO, MP, MS, MT, NC, ND, NE, NH, NJ, NM, NV, NY, OH, OK, OR, PA, PR, RI, SC, SD, TN, TX, UT, VA, VI, VT, WA, WI, WV, WY |
| Martin O’Malley                    | 110 423          | 0,36             | –                  | –                  | –               | –               | – | 26 AL, AR, AZ, DA, FL, GA, HI, IA, IL, KY, LA, MA, MI, MN, MO, MS, NC, NH, OH, SC, TN, TX, VA, VT, WI, WV |
| Rocky De La Fuente                 | 67 468           | 0,22             | –                  | –                  | –               | –               | – | 34 AK, AL, AR, AS, AZ, CA, CT, DA, DC, DE, HI, ID, IL, KY, LA, MA, MD, MI, MN, MO, MS, NC, NH, OH, OH, PA, PR, RI, TX, UT, VT, WI, WV, WY                                                                                         |
| Willie Wilson                      | 25 796           | 0,08             | –                  | –                  | –               | –               | – | 7 CA, IL, LA, MO, MS, SC, TX |
| Paul T. Farrell Jr.                | 21 694           | 0,07             | –                  | –                  | –               | –               | – | 1 WV |
| Keith Judd                         | 20 305           | 0,07             | –                  | –                  | –               | –               | – | 7 CA, LA, MO, NH, OH, TX, WV |
| Michael Steinberg                  | 20 126           | 0,07             | –                  | –                  | –               | –               | – | 6 AZ, CA, GA, LA, NH, OH |
| Henry Hewes                        | 11 062           | 0,04             | –                  | –                  | –               | –               | – | 5 AZ, CA, LA, MO, NH |
| John Wolfe                         | 7369             | 0,02             | –                  | –                  | –               | –               | – | 4 AR, LA, MO, NH |
| Star Locke                         | 5202             | 0,02             | –                  | –                  | –               | –               | – | 3 NH, OH, TX |
| Steve Burke                        | 4893             | 0,02             | –                  | –                  | –               | –               | – | 2 LA, NH |
| Larry Joe Cohen                    | 2407             | 0,01             | –                  | –                  | –               | –               | – | 1 IL |
| Calvis L. Hawes                    | 2017             | 0,01             | –                  | –                  | –               | –               | – | 1 TX |
| James Valentine                    | 1726             | 0,01             | –                  | –                  | –               | –               | – | 2 AR, NH |
| Jon Adams                          | 486              | 0                | –                  | –                  | –               | –               | – | 2 MO, NH |
| Vermin Supreme                     | 268              | 0                | –                  | –                  | –               | –               | – | 1 NH |
| Mark Stewart                       | 236              | 0                | –                  | –                  | –               | –               | – | 1 RI |
| David John Thistle                 | 226              | 0                | –                  | –                  | –               | –               | – | 1 NH |
| Graham Schwass                     | 143              | 0                | –                  | –                  | –               | –               | – | 1 NH |
| Lloyd Thomas Kelso                 | 46               | 0                | –                  | –                  | –               | –               | – | 1 NH |
| Mark Stewart Greenstein            | 41               | 0                | –                  | –                  | –               | –               | – | 2 NH, UT |
| Eric Elbot                         | 36               | 0                | –                  | –                  | –               | –               | – | 1 NH |
| William D. French                  | 29               | 0                | –                  | –                  | –               | –               | – | 1 NH |
| Edward T. O'Donnell, Jr.           | 26               | 0                | –                  | –                  | –               | –               | – | 1 NH |
| Robert Lovitt                      | 22               | 0                | –                  | –                  | –               | –               | – | 1 NH |
| William H. McGaughey, Jr.          | 19               | 0                | –                  | –                  | –               | –               | – | 1 NH |
| Edward Sonnino                     | 17               | 0                | –                  | –                  | –               | –               | – | 1 NH |
| Steven Roy Lipscomb                | 15               | 0                | –                  | –                  | –               | –               | – | 1 NH |
| Sam Sloan                          | 15               | 0                | –                  | –                  | –               | –               | – | 1 NH |
| Brock C. Hutton                    | 14               | 0                | –                  | –                  | –               | –               | – | 1 NH |
| Raymond Michael Moroz              | 8                | 0                | –                  | –                  | –               | –               | – | 1 NH |
| Richard Lyons Weil                 | 8                | 0                | –                  | –                  | –               | –               | – | 1 NH |
| David Formhals (dopisany)          | 25               | 0                | –                  | –                  | –               | –               | – | – |
| Andy Basiago (dopisany)            | 13               | 0                | –                  | –                  | –               | –               | – | – |
| Ignació León Nuñez (dopisany)      | 6                | 0                | –                  | –                  | –               | –               | – | – |
| Willie Felix Carter (dopisany)     | 3                | 0                | –                  | –                  | –               | –               | – | – |
| Brian James O'Neill, II (dopisany) | 2                | 0                | –                  | –                  | –               | –               | – | – |
| Doug Terry (dopisany)              | 1                | 0                | –                  | –                  | –               | –               | – | – |